# Chaetodipus fallax
Chaetodipus fallax är en däggdjursart som först beskrevs av Clinton Hart Merriam 1889.  Chaetodipus fallax ingår i släktet Chaetodipus och familjen påsmöss.
Inga underarter finns listade i Catalogue of Life. Wilson & Reeder (2005) skiljer mellan 6 underarter.
Arten blir med svans 176 till 200 mm lång, svanslängden är 88 till 118 mm och vikten varierar mellan 15 och 18 g. Ovansidans grundfärg och brun och dessutom är på främre ryggen och kroppens sidor vita taggiga hår inblandade. På stjärten är de taggiga håren svarta. Gränsen mellan den mörka ovansidan och den ljusa undersidan bildas av en gulbrun linje. Även svansen är uppdelad i en mörk ovansida och en ljus undersida. Chaetodipus fallax saknar hår på bakfötternas häl.
Denna gnagare förekommer i sydvästra Kalifornien och på halvön Baja California (Mexiko). Habitatet utgörs av buskskogar vid kusten, av öknar, av klippiga områden och av regioner som är täckt av agaveväxter.
Individerna vilar på dagen i underjordiska bon och letar på natten efter frön och andra växtdelar. Boet är ett nät av flera tunnlar och förvaringsrum. Honor kan para sig hela året men de flesta ungar föds under våren. En kull har 2 till 6 ungar. Många individer dör under det första halva året och vissa lever två år. Arten blir slö vid kalt väder.
I närheten av storstäder minskar artens habitat. På öar dödas flera exemplar av hundar. Hela populationen bedöms som stor. IUCN kategoriserar arten globalt som livskraftig.